# Der Ursprung der Liebe
Der Ursprung der Liebe (schwedisch Prins Charles känsla) ist ein feministischer Comic von Liv Strömquist, der im Jahr 2010 beim Ordfront Förlag veröffentlicht wurde. Die deutsche Übersetzung brachte der avant-verlag 2018 heraus. Die Comic-Künstlerin befasst sich darin mit dem Thema Liebe und analysiert Beziehungen und Sexualität heterosexueller Paare in der westlichen Welt.

## Konzeption und Inhalt
Liv Strömquist widmet sich in ihrem Comic dem Thema Liebe und analysiert in diesem Kontext Beziehungen und Sexualität heterosexueller Paare in der westlichen Welt. Die Themen kreisen um eine binäre Aufteilung in männliche und weibliche Realitäten, die zwei daraus resultierenden Arten von Narzissmus und eine dadurch bedingte zwanghafte Heteronormativität. Dabei beleuchtet sie die historische und gesellschaftliche Entwicklung, greift auf Erkenntnisse aus der Soziologie, Literaturwissenschaft und Psychoanalyse zurück, verwendet aber auch popkulturelle Referenzen.
Der Sachcomic folgt keiner zentralen Handlung, sondern setzt mit den einzelnen Geschichten Themenschwerpunkte. In zwölf Kapiteln erzählt Strömquist archetypische Liebesgeschichten und besetzt diese sowohl mit mythologischen Figuren als auch realen Personen, zum Beispiel mit der polyamoren nordischen Göttin Frigg respektive Prinz Charles und Lady Diana oder Charlie Sheen. Die Autorin thematisiert etwa geschlechtsspezifische Ansichten und die jeweiligen Erwartungen an Beziehungen oder hinterfragt etablierte Beziehungsstrukturen wie die Monogamie. Strömquist benennt ebenfalls pathologische Beziehungsmuster und Klischees, denen man im Alltag aber auch in Fernsehserien immer wieder begegne, beispielsweise dass sich Frauen von ihren männlichen Partnern als Krankenpflegerin, Putzfrau oder Ersatzmutter ausnutzen ließen. Ein weiteres Thema stellt der Wandel von Beziehungsmodellen in Europa dar, wo im 19. Jahrhundert arrangierte Ehen der Liebesheirat wichen. In diesem Zusammenhang beschreibt Strömquist das Konzept des sexuellen Eigentumsrechts, das meist von Männern gegenüber Frauen ausgeübt wird. Inhaltlich orientiert sich die Comickünstlerin vor allem an Arbeiten US-amerikanischer Theoretiker, darunter befinden sich die Gendersoziologin Nancy Chodorow, die Soziologen Randall Collins, Elisabeth und Ulrich Beck sowie die Psychoanalytikerin Lynne Layton an. Die folgende Liste gibt die Kapitelüberschriften und Seitenzahl der deutschen Publikation wieder, im Anschluss wird der Inhalt einzelner Kapitel exemplarisch vorgestellt.
1. Die Viererbande, S. 6
2. Männer-Pflege-WM, S. 24
3. Ich denke an Whitney, S. 42
4. Gry weiß, wo die Grenze ist, S. 52
5. Game Over, S. 82
6. Expansion des Egos, S. 87
7. Besessen, S. 90
8. Ich denke an Britney, S. 100
9. Macht, Liebeskraft und politische Interessen, S. 110
10. Dianas Tagebuch, S. 114
11. Das kleine Beziehungsmodell, das wir in unserer Gesellschaft als „Liebesbeziehung“ bezeichnen, S. 122
12. What does love mean?, S. 128

Strömquist beginnt ihren Comic in die Die Viererbande mit einer Aufzählung der vier bestbezahlten Fernsehkomiker der letzten Jahre: Tim Allen (Hör mal, wer da hämmert), Jerry Seinfield (Seinfield), Charlie Sheen (Two and a Half Men) und Ray Romano (Alle lieben Raymond). Als zentrales Thema der Sendungen stellt sie heraus, dass Frauen die Nähe der Protagonisten suchen, diese davon aber regelmäßig genervt sind. Dieses Ranking verknüpft Strömquist unter anderem mit den Studien von Nancy Chodorow zu psychischen Störungen bei Kindern aus heteronormativen patriarchalen Familien.
Die Männer-Pflege-WM ironisiert den „praktischen“ Nutzen, eine junge Freundin oder agile Ehefrau als Pflegerin einsetzen zu können. Unter den „Teilnehmerinnen“ befinden sich Mary Welsh Hemmingway, die den alkoholisierten, paranoiden und übergewichtigen Ernest Hemingway in seinen letzten zehn Jahren pflegte sowie Oona Chaplin, die sich 20 Jahre ihres Lebens um ihren Ehemann Charlie Chaplin kümmerte. Strömquist kürt Nancy Reagan zur Siegerin ihrer Männer-Pflege-WM, die den an Alzheimer erkrankten Ronald Reagan wie einen Säugling betreute – „Mein Schatz! Soll ich dir die Bulette klein schneiden?“
Im Kapitel Ich denke an Britney schildert Strömquist Anekdoten aus dem Leben der Musikerin Britney Spears.

## Stil
In meist einheitlich angeordneten Panels präsentiert Strömquist die Informationen mit Hilfe ihrer einfach gehaltenen Zeichnungen in Schwarz-Weiß. Vor allem durch das abwechslungsreiche Schriftbild bringt sie Dynamik aber auch Humor in ihr Werk: An einigen Stellen fallen die Buchstaben so groß aus, dass der Eindruck entstehen kann, Strömquist brülle den Leser an, um überdeutlich einen Punkt zu machen. An anderen Stellen bringt die Autorin soviel Text in einem Panel unter, dass kaum noch Platz für ihre Zeichnung bleibt. Der vielfältige Einsatz unterschiedlicher Panelgrößen und Schriftarten sorgt ebenfalls für mehr visuelle Vielfalt. In schneller Abfolge widmet sie sich verschiedenen Zeitaltern, Theorien und popkulturellen Phänomenen. Dabei assoziiert sie beispielsweise Zitate von Toni Morisson („Die romantische Liebe ist die zerstörerischste Idee in der Menschheitsgeschichte“) mit welchen der Soziologen Elisabeth und Ulrich Beck („Liebe ist der Kommunismus im Kapitalismus“). Inhaltlich wechselt Strömquist zwischen wissenschaftlichen Theorien und banalen Beispielen aus dem Alltag („Er antwortet nie auf meine SMS“), wodurch sie komplexe Themen durch die Verwendung von Umgangssprache zugänglicher gestaltet („Woher bezieht das Patriachat [sic!] seinen Pepp“). Die Künstlerin versieht Bilder und Text wiederholt mit Fußnoten sowie Belegen aus wissenschaftlicher Literatur, die direkt am Rand des jeweiligen Panels angeordnet sind. Außerdem ergänzt sie ihre eigenen Zeichnungen um Bildmaterial aus ihren Quellen, darunter finden sich reproduzierte Fotos.

## Veröffentlichungen
Die schwedische Originalausgabe erschien 2010 unter dem Titel Prins Charles känsla (schwedisch für „Prinz Charles Gefühl“) beim Ordfront Förlag. Die deutsche Übersetzung von Katharina Erben veröffentlichte der avant-verlag 2018 als Der Ursprung der Liebe. Die deutschen Ausgaben von Strömquist, die der avant-verlag publizierte, wurden vom schwedischen Kulturrådet (schwedisch für „Kulturrat“) mit 5.000 schwedischen Kronen gefördert, was in etwa 500 Euro entspricht. Zu den finanziell unterstützten Übersetzungen zählen unter anderem der Der Ursprung der Liebe und Der Ursprung der Welt. Im gleichen Jahr brachte der avant-verlag die zunächst einzeln veröffentlichten Comicalben Der Ursprung der Welt und Der Ursprung der Liebe zusammen in einer Hardcoverausgabe heraus. Es gibt weitere Übersetzungen ins Finnische, Französische, Italienische, Russische und Spanische.
- Prins Charles känsla. Ordfront Förlag, Stockholm 2010, Danskt Band (Softcover mit Klappen), 136 Seiten, ISBN 978-91-7037-523-1.
- Der Ursprung der Liebe. Avant-verlag, Berlin 2018, Softcover, 140 Seiten, ISBN 978-3-945034-89-7.
- Der Ursprung der Welt & Der Ursprung der Liebe. Avant-verlag, Berlin 2018, Hardcover mit Leinenrücken, 280 Seiten, ISBN 978-3-96445-003-6.

## Kritiken und Auszeichnungen
Mit Der Ursprung der Liebe sei beim avant-verlag ein „weiteres Stück feministischer Aufklärung“ erschienen. In Die Tageszeitung hält Elise Graton weiter fest, Strömquist lege mit „flapsigem Humor und trügerisch naivem Strich […] die Mechanismen emotionaler Abhängigkeit frei und hinterfragt die Besitzansprüche der jeweiligen Partner*innen“. Letztlich gehe es dabei um Macht, wobei Frauen „in derartigen Konstellationen meist die Leidtragenden“ seien. Die Autorin hangele sich in ihrem Werk von „einem Paradox (Warum lebt der Mann nicht allein, wenn er doch stets auf seine Unabhängigkeit pocht?) zum nächsten (Warum bleibt die Frau, obwohl sie ständig gedemütigt wird?)“, schließlich münde Strömquists Comic in der bitteren Frage, ob Liebe „schlussendlich nur der pathetische Ausdruck von zwei sich ergänzenden Mängeln“ sei.
Für Friederike Mehl beim Missy Magazine stellt Der Ursprung der Liebe weit mehr als ein „eklektischer Mix witziger (Pop-)Kulturreferenzen“ dar. Auf Basis der fundierten theoretischen Grundlage „seziert Strömquist die Entstehung von Rollenbildern, pathologische Beziehungsmuster und die Verdinglichung des Zwischenmenschlichen“. Mit Akribie und unerschütterlichem Humor bringe sie so „einen Mythos nach dem anderen zur Explosion“. Dabei beleuchte Strömquists Werk die „dominante Heteronorm, also das bürgerliche Konzept der weißen, heterosexuellen Liebe zwischen Mann und Frau“. Der Comic bringe virtuos eine vielschichtige Kritik zum Ausdruck, scheue aber die „Auseinandersetzung mit der Situation derjenigen Menschen, denen Liebe und Partner*innenschaft systematisch vorenthalten werden“.
Silke Weber beschreibt in Der Spiegel das Werk als „unfassbar witzig“ und „gewaltig überzeugend“. Wer sich nicht so leicht auf einer Seite verlieren wolle, müsse „fast ein wenig aufpassen“. Im einleitenden Kapitel entstehe eine „spannende, assoziative Neuordnung […], eine Verschiebung des in den Serien etablierten Begriffs von Beziehungen, Männlich- und Weiblichkeit“. Das Wachen am Krankenbett in der Männer-Pflege-WM sei für die Comic-Künstlerin ein ironischer Liebesbeweis. Im „Changieren zwischen komplexen Theorien und banalen Alltagsbeispielen“ liege eine große Kunst, mit der Strömquist ihre Pointen konstruiere. Ihre Gags seien dabei ein „genussvoller Widersinn“.
Bei Deutschlandfunk Kultur fasst Susanne Billig Der Ursprung der Liebe als „amüsant, bissig und berührend“ zusammen. Das Buch sei eine „Tour de Force durch die Geschlechterverhältnisse“, dessen Geschichten „getränkt sind von Distanz, Missverständnissen, Machtgehabe und gegenseitiger Verachtung“. Ihr „genialer“ Comic eigne sich für Menschen, „die begreifen möchten, wer sich da auf dem Schauplatz ihres Herzens alles ein Auftrittsrecht herausnimmt“.
Laut einem Beitrag bei Deutschlandfunk Nova geht die Politikwissenschaftlerin und Feministin „Mithilfe von schwarz-weißen Zeichnungen humorvoll Fragen zu Sexualität und Liebesbeziehungen nach“.
Im Jahr 2018 wurde Der Ursprung der Liebe mit dem Rudolph-Dirks-Award in der Kategorie „Reportage / Wissenschaft“ ausgezeichnet.

## Ausstellungen
Im Rahmen des Nordwind Festival 2019 in Hamburg wurde Liv Strömquist eine Ausstellung im Kulturzentrum Kampnagel gewidmet. Neben Zeichnungen aus Der Ursprung der Liebe waren auch Nachdrucke aus den Comics Der Ursprung der Welt und I’m every woman zu sehen.
Im Mai 2021 startete die vom Comic-Salon Erlangen ausgerichtete Wanderausstellung „Vorbilder*innen – Feminismus in Comic und Illustration“. Die Ausstellung präsentierte 29 Comic-Künstlerinnen in acht Themenbereichen, darunter befand sich Strömquist mit ihrem Werk Der Ursprung der Liebe. Der Comic wurde im Themenbereich „Wissen & Historie“ gezeigt. Die Künstlerin prangere in ihrer „Kulturgeschichte des sexuellen Eigentumsrechts“ auf humorvolle Art Ungleichheit an, „um sich über eine Kultur lustig zu machen, die Frauen abwertet“. Bis Juni 2022 war die Ausstellung an vier Orten zu sehen, zuletzt beim 20. Comic-Salon Erlangen.